# NEK3
NEK3 (англ. NIMA related kinase 3) – білок, який кодується однойменним геном, розташованим у людей на короткому плечі 13-ї хромосоми. Довжина поліпептидного ланцюга білка становить 506 амінокислот, а молекулярна маса — 57 705.
| 10         |  | 20         |  | 30         |  | 40         |  | 50         |
| ---------- |  | ---------- |  | ---------- |  | ---------- |  | ---------- |
| MDDYMVLRMI |  | GEGSFGRALL |  | VQHESSNQMF |  | AMKEIRLPKS |  | FSNTQNSRKE |
| AVLLAKMKHP |  | NIVAFKESFE |  | AEGHLYIVME |  | YCDGGDLMQK |  | IKQQKGKLFP |
| EDMILNWFTQ |  | MCLGVNHIHK |  | KRVLHRDIKS |  | KNIFLTQNGK |  | VKLGDFGSAR |
| LLSNPMAFAC |  | TYVGTPYYVP |  | PEIWENLPYN |  | NKSDIWSLGC |  | ILYELCTLKH |
| PFQANSWKNL |  | ILKVCQGCIS |  | PLPSHYSYEL |  | QFLVKQMFKR |  | NPSHRPSATT |
| LLSRGIVARL |  | VQKCLPPEII |  | MEYGEEVLEE |  | IKNSKHNTPR |  | KKTNPSRIRI |
| ALGNEASTVQ |  | EEEQDRKGSH |  | TDLESINENL |  | VESALRRVNR |  | EEKGNKSVHL |
| RKASSPNLHR |  | RQWEKNVPNT |  | ALTALENASI |  | LTSSLTAEDD |  | RGGSVIKYSK |
| NTTRKQWLKE |  | TPDTLLNILK |  | NADLSLAFQT |  | YTIYRPGSEG |  | FLKGPLSEET |
| EASDSVDGGH |  | DSVILDPERL |  | EPGLDEEDTD |  | FEEEDDNPDW |  | VSELKKRAGW |
| QGLCDR     |  |            |  |            |  |            |  |            |

A: Аланін

C: Цистеїн

D: Аспарагінова кислота

E: Глутамінова кислота

F: Фенілаланін

G: Гліцин

H: Гістидин

I: Ізолейцин

K: Лізин

L: Лейцин

M: Метіонін

N: Аспарагін

P: Пролін

Q: Глутамін

R: Аргінін

S: Серин

T: Треонін

V: Валін

W: Триптофан

Кодований геном білок за функціями належить до трансфераз, кіназ, серин/треонінових протеїнкіназ, фосфопротеїнів. 
Задіяний у таких біологічних процесах, як клітинний цикл, поділ клітини, мітоз, ацетилювання, альтернативний сплайсинг. 
Білок має сайт для зв'язування з АТФ, нуклеотидами, іонами металів, іоном магнію. 
Локалізований у цитоплазмі, клітинних відростках.